# Mighty Joe Young (film din 1949)
Mighty Joe Young este un film SF alb-negru american din 1949. În rolurile principale joacă actorii Terry Moore, Ben Johnson, Robert Armstrong. Este o producție RKO Radio Pictures creată de aceeași echipă care a produs filmul King Kong (1933). Filmul a fost refăcut în 1998.
Scris și produs de Merian C. Cooper (cel care a realizat povestea originală) și Ruth Rose (care a scris scenariul), filmul a fost regizat de Ernest B. Schoedsack. Acesta spune povestea unei tinere femei, "Jill Young", jucată de Terry Moore, care trăiește în ferma tatălui ei din Africa, care în cele din urmă aduce personajul principal, o gorilă gigant, la Hollywood. Ben Johnson este "Gregg", acesta fiind primul său rol important de la Hollywood.

## Distribuție
- Terry Moore ca Jill Young
- Ben Johnson ca Gregg
- Robert Armstrong ca Max O'Hara
- Frank McHugh ca Windy
- Douglas Fowley ca Jones
- Denis verde ca Crawford
- Paul Guilfoyle ca Smith
- Nestor Paiva ca Brown
- Regis Toomey ca John Young
- Lora Lee Michel ca Jill Young, când era mai mică
- Paul Stader ca dublura lui Ben Johnson
- Mahone T. Scott ca dublura gorilei Mighty Joe Young

## Premii
Mighty Joe Young a câștigat Premiul Oscar pentru cele mai bune efecte vizuale, premiu la care a mai fost nominalizat un singur film în acel an; și anume Tulsa.